# Eye to the Telescope
Eye to the Telescope è il primo album in studio della cantante scozzese KT Tunstall, pubblicato il 13 dicembre 2004 dalla Virgin Records.
Il primo singolo è stato Black Horse and the Cherry Tree, molto trasmesso dalle radio italiane, e Hit da Top 10 nella classifica ufficiale dei singoli.
Con oltre 4.5 milioni di copie vendute in tutto il mondo, è il disco di maggior successo dell'artista.

## Accoglienza
Le recensioni di Eye to the Telescope erano per lo più positive. Mark A. Price di PopMatters ha dato all'album un punteggio di 7 su 10, dicendo che mescolando influenze da artisti come Melissa Etheridge e Fiona Apple, sta aggiungendo qualche originalità tutta sua. Stephen Thomas Erlewine di AllMusic ha dato 3 stelle su 5, definendolo "un esordio soddisfacente". Su Metacritic, Eye to the Telescope ha un punteggio di 76 su 100.

## Premi e candidature
Nel 2005 l'album venne nominato ai Mercury Prize Award come Miglior Album del Regno Unito e dell'Irlanda.

## Tracce
Testi e musiche di KT Tunstall, eccetto dove indicato.
1. Other Side of the World – 3:34 (KT Tunstall, Martin Terefe)
2. Another Place to Fall – 4:11
3. Under the Weather – 3:37 (KT Tunstall, Tommy D)
4. Black Horse and the Cherry Tree – 2:51
5. Miniature Disasters – 3:32
6. Silent Sea – 3:48 (KT Tunstall, Jimmy Hogarth)
7. Universe & U – 4:01 (KT Tunstall, Pleasure)
8. False Alarm – 3:50 (KT Tunstall, Martin Terefe)
9. Suddenly I See – 3:22
10. Stoppin' the Love – 4:02 (KT Tunstall, Tommy D)
11. Heal Over – 4:27
12. Through the Dark – 3:48 (KT Tunstall, Martin Terefe)

## Classifiche
| Classifica (2005/2006) | Posizione massima |
| ---------------------- | ----------------- |
| Australia              | 43                |
| Austria                | 41                |
| Canada                 | 10                |
| Francia                | 7                 |
| Germania               | 43                |
| Irlanda                | 4                 |
| Italia                 | 37                |
| Paesi Bassi            | 53                |
| Norvegia               | 11                |
| Nuova Zelanda          | 3                 |
| Regno Unito            | 3                 |
| Stati Uniti            | 33                |
| Svizzera               | 29                |